# Todd Kohlhepp
Todd Christopher Kohlhepp (geb. Sampsell; * 7. März 1971) ist ein US-amerikanischer Sexualstraftäter und Serienmörder, der wegen der Ermordung von sieben Menschen zwischen 2003 und 2016 in South Carolina verurteilt wurde. Darüber hinaus hat Kohlhepp mindestens eine Frau entführt, eine andere vergewaltigt und behauptet, noch weitere getötet zu haben.

## Die frühen Lebensjahre
Todd Kohlhepp wurde am 7. März 1971 in Florida geboren und wuchs in South Carolina und Georgia auf. Seine Eltern ließen sich scheiden, als er zwei Jahre alt war. Seine Mutter erhielt das Sorgerecht und heiratete im folgenden Jahr einen anderen Mann. Spätere psychologische Gutachten ergaben, dass Kohlhepp ein ungesundes Verhältnis zu seinem Stiefvater hatte und häufig mit seinem leiblichen Vater zusammenleben wollte, den er seit acht Jahren nicht mehr gesehen hatte.
Kohlhepp wurde als problematisches Kind beschrieben. Im Kindergarten war bekannt, dass er anderen Kindern gegenüber aggressiv war und deren Eigentum zerstörte. Als Kohlhepp im Alter von neun Jahren mit der Beratung begann, wurde er als „explosiv“ und „mit sexuellen Inhalten beschäftigt“ beschrieben. Er betrieb auch Tierquälerei, indem er mit einer Luftpistole auf einen Hund schoss und einen Goldfisch mit Clorox-Bleichmittel tötete.
Kohlhepps Vater sagte später, die einzigen Emotionen, zu denen sein Sohn fähig sei, seien Wut und Wahnsinn. Kohlhepp verbrachte dreieinhalb Monate als stationärer Patient in einer psychiatrischen Klinik in Georgia, weil er nicht in der Lage war, mit anderen Kindern auszukommen.
Schließlich wurde Kohlhepp 1983 zu seinem leiblichen Vater nach Arizona geschickt, nachdem sich seine Mutter und sein Stiefvater getrennt hatten. Er nahm den Nachnamen seines Vaters an und begann in verschiedenen örtlichen Berufen zu arbeiten. Er hat auch das Hobby seines Vaters, Waffen zu sammeln, geerbt und von ihm gelernt, „Dinge in die Luft zu jagen und Bomben zu bauen“. Trotzdem verschlechterte sich die Beziehung der beiden durch die Abwesenheit des Vaters mit einer Reihe von Freundinnen und Kohlhepp äußerte wiederholt den Wunsch, zu seiner Mutter zurückzukehren, obwohl sie Berichten zufolge Ausreden vortrug, um seinen Aufenthalt zu verlängern.

## Verurteilung wegen Entführung 1987
Am 25. November 1986 entführte der 15-jährige Kohlhepp in Tempe, Arizona, ein 14-jähriges Mädchen. Er bedrohte sie mit einem Revolver vom Kaliber .22, brachte sie zu sich nach Hause, fesselte sie, klebte ihr den Mund zu und vergewaltigte sie. Danach begleitete er sie nach Hause und drohte, ihre gesamte Familie zu töten, wenn sie irgendjemandem erzählte, was passiert war. Kohlhepp wurde wegen Entführung, sexueller Übergriffe und der Begehung eines gefährlichen Verbrechens gegen Kinder angeklagt.
1987 bekannte er sich im Entführungsvorwurf schuldig und die anderen Anklagen wurden fallengelassen. Er wurde zu fünfzehn Jahren Gefängnis verurteilt und als Sexualstraftäter registriert. Laut Gerichtsakten wurde bei Kohlhepp eine Borderline-Persönlichkeitsstörung diagnostiziert und es wurde festgestellt, dass er einen überdurchschnittlichen IQ von 118 hatte (Perzentilrang 88,5 bei σ = 15).
Der Richter in dem Fall sagte, Kohlhepp sei „sehr begabt und sollte akademisch gefördert werden“, sei aber „verhaltensmäßig und emotional gefährlich“ und könne wahrscheinlich nicht rehabilitiert werden. Der Bewährungshelfer von Kohlhepp beschrieb dies in den Gerichtsunterlagen ähnlich und fügte hinzu, dass Kohlhepp „das Gefühl hatte, die Welt schulde ihm etwas“. Kohlhepps Anwalt in diesem Fall sagte später weiter, dass er, während er ihn verteidigte, „nicht glaubte, dass sein Mandant in Zukunft anderen Schaden zufügen würde“. Während seiner Inhaftierung wurde Kohlhepp zunächst wegen Verstößen verwarnt, zu denen auch gewalttätiges Verhalten gehörte; nachdem er zwanzig Jahre alt geworden war, wurde er jedoch nicht mehr wegen Ungehorsams verurteilt.

## Freilassung
Im August 2001 wurde Kohlhepp nach vierzehnjähriger Verbüßung aus dem Gefängnis entlassen und zog nach South Carolina, wo seine Mutter lebte. Während seiner Haft besuchte er das Central Arizona College und schloss es mit einem Bachelor-Abschluss in Informatik ab. Von Januar 2002 bis November 2003 arbeitete er als Grafikdesigner für ein Unternehmen in Spartanburg. Er begann sein Studium am Greenville Technical College im Jahr 2003. Kohlhepp wechselte im folgenden Jahr an die University of South Carolina Upstate und schloss 2008 sein Studium mit einem Bachelor of Science in Betriebswirtschaftslehre-Marketing ab.
Obwohl Kohlhepp als Sexualstraftäter registriert war, konnte er am 30. Juni 2006 eine Immobilienlizenz erhalten, nachdem er in seinem Antrag über die Anklage wegen Straftat gelogen hatte. Daraus baute er eine Firma auf, die ein Dutzend Agenten beschäftigte. Er galt als umsatzstärkster Agent in der Region „Die Carolinas“. Die Firma wurde nach seiner Verhaftung geschlossen. Kohlhepp erwarb außerdem eine Privatpilotenlizenz und mehrere Immobilien außerhalb des Staates. Im Mai 2014 kaufte er für 305 632 US-Dollar fast 40 Hektar Land, neun Meilen (vierzehn Kilometer) von der Gemeinde Moore entfernt. Anschließend ließ er einen Zaun rund um das Grundstück errichten, der 80 000 US-Dollar kostete.
Eine Kundin, die ihr Haus an Kohlhepp verkaufte, erinnerte sich an ihn als äußerst kontaktfreudigen und professionellen Menschen, bemerkte jedoch, dass er in ihren Gesprächen oft über seine Schusswaffen sprach und manchmal subtile sexuelle Anspielungen verwendete. Umgekehrt beschrieb eine Frau, die einem von Kohlhepps Angestellten assistierte, ihn als wütend und herablassend gegenüber ihrem Partner. Ein Banker, der mit Kohlhepp zusammenarbeitete, sagte, er habe sich oft pornografische Videos angesehen, sogar bei der Arbeit.
Kohlhepp besuchte häufig ein Waffle-House-Restaurant in Roebuck, wo sein Verhalten die Kellnerinnen so sehr störte, dass der männliche Koch begann, Kohlhepps Bestellungen für sie entgegenzunehmen. Laut dieser Mitarbeiterin war eine der Kellnerinnen Meagan Leigh McCraw-Coxie, eines von Kohlhepps Opfern.

## Morde
Am 6. November 2003 fand ein Kunde vier erschossene Menschen in Superbike Motorsports, einem Motorradgeschäft in Chesnee. Bei den Opfern handelte es sich um den Besitzer Scott Ponder, 30; Serviceleiter Brian Lucas, 29; Mechaniker Chris Sherbert, 26; und die Buchhalterin Beverly Guy, 52, die Ponders Mutter war. Alle vier starben an mehreren Schusswunden. Bevor Kohlhepp die Schießereien im Jahr 2016 gestand, gingen die Ermittler davon aus, dass der mit einer Pistole bewaffnete Schütze den Laden von hinten betrat und Sherbert bei der Arbeit tötete. Dann tötete er Guy mitten im Ausstellungsraum, Lucas am Haupteingang und Ponder auf dem Parkplatz.
Laut Ponders Frau war Kohlhepp ein verärgerter Kunde, der mehrmals im Laden gewesen war. Nach Angaben von Kohlhepps Mutter versuchte er, dort ein Motorrad zurückzugeben, aber die Angestellten lachten ihn aus, wollten das Geld, das er für das Motorrad bezahlt hatte, nicht zurückgeben und brachten ihn in Verlegenheit, weil er nicht wusste, wie man ein Motorrad richtig fährt.
Am 31. August 2016 wurden Kala Brown, 30, und ihr Freund Charles David Carver, 32, vermisst, nachdem sie Unterholz von einem von Kohlhepps Grundstücken entfernen wollten. Carver wurde später tot auf dem Grundstück aufgefunden. Seine Leiche wies mehrere Schusswunden auf. Das Interesse am Verbleib von Brown und Carver wuchs nach deren Verschwinden durch ungewöhnliche Posts auf Carvers Facebook-Konto, die zu Spekulationen führte, dass eine andere Partei die Kontrolle über seinen Facebook-Account übernommen hatte.
Am 3. November fanden die Behörden Brown an die Wand gekettet in einem Überseecontainer auf dem Grundstück. Die Ermittler hatten sie aufgespürt, nachdem sie die letzten bekannten Mobiltelefonsignale des Paares zurückverfolgt hatten, woraufhin sie Knallgeräusche aus dem Inneren des Containers hörten. Bei einer Durchsuchung von Kohlhepps Grundstück wurde Carvers Fahrzeug in einer mit Buschwerk bedeckten Schlucht gefunden.
Brown sagte aus, sie habe gesehen, wie Carver von Kohlhepp erschossen wurde. Kohlhepps Mutter behauptete, Carver sei getötet worden, weil er eine „richtig große Klappe“ hatte, was Kohlhepp nicht gefiel. Er sagte auch, er habe Brown gefangen gehalten, weil sie nichts falsch gemacht habe und er ihr nicht wehtun wollte. Allerdings erklärte Brown gegenüber der Polizei kurz nach ihrer Rettung, dass Kohlhepp Carver getötet habe, weil Kohlhepp „sauer auf sie“ gewesen sei. Während ihrer Gefangenschaft wurde Brown wiederholt vergewaltigt und, nachdem man ihr die Gräber von Kohlhepps anderen Opfern gezeigt hatte, traute sie sich nicht zu fliehen.
Nach seiner Verhaftung am 6. und 7. November wurden auf Kohlhepps Grundstück zwei Leichen entdeckt. Später wurden sie als Ehemann und Ehefrau Johnny Joe Coxie (29) und Meagan Leigh McCraw-Coxie (26) identifiziert, Einwohner von Spartanburg, die am 22. Dezember 2015 als vermisst gemeldet worden waren. Sie wurden angeblich von Kohlhepp angeheuert, um auf seinem Grundstück zu arbeiten. McCraw-Coxie war am 25. oder 26. Dezember durch eine Schusswunde am Kopf getötet worden, während Coxie eine Woche zuvor durch eine Schusswunde am Oberkörper getötet worden war. Nach Angaben des Gerichtsmediziners des Landkreises wurden sie anhand ihrer umfangreichen Tätowierungen identifiziert.

## Festnahme und Untersuchung
Kohlhepp wurde kurz nach Browns Rettung verhaftet. Später gestand er die Schießereien in Chesnee und die Morde an den Coxies, als Gegenleistung dafür, dass man ihm erlaubte, mit seiner Mutter zu sprechen, ihr ein Foto zu geben und Geld an die College-Fonds des Kindes eines Freundes zu überweisen. Bei einem Treffen mit seiner Mutter soll er die Morde und die Entführung gestanden haben. Als er die Schießereien in Chesnee gestand, sagte Kohlhepp, er habe jedem der Opfer einmal in die Stirn geschossen, ein Detail der Ermittlungen, das nie der Öffentlichkeit zugänglich gemacht wurde.
Bei einer Durchsuchung von Kohlhepps Eigentum wurden außerdem zahlreiche Waffen gefunden, darunter 9-mm-Pistolen mit Schalldämpfer, halbautomatische Gewehre und eine unbestimmte Menge Munition. Da es keine Aufzeichnungen über eine Hintergrundüberprüfung unter Kohlhepps Namen für den Kauf einer Schusswaffe gab, gehen die Ermittler davon aus, dass er die Waffen wahrscheinlich illegal erworben hat.
Kurz nach Kohlhepps Festnahme entdeckten die Behörden im Spartanburg County eine Reihe scheinbar scherzhafter Produktbewertungen für verschiedene Artikel wie Vorhängeschlösser, Schaufeln, Taser und Waffenzubehör auf der Einzelhandelswebsite Amazon.com, die von einem Benutzer namens „ich“ verfasst worden waren. In einer Rezension über ein Vorhängeschloss hieß es: „Feste Schlösser … es gibt fünf davon an einem Versandcontainer … werden sie nicht aufhalten … aber sicher verlangsamen, bis sie zu alt sind, um sich darum zu kümmern.“ In einem anderen Artikel, der für eine Klappschaufel geschrieben war, hieß es: „Sie sollten sie im Auto dabei haben, wenn Sie die Leichen verstecken müssen und Sie die Schaufel in Originalgröße zu Hause gelassen haben ... wird kein Zwerg mitgeliefert, was schön gewesen wäre.“ Auf der „Wunschliste“-Seite des Rezensenten wurde Todd Kohlhepp aufgeführt.
Nach seiner Festnahme behauptete Kohlhepp gegenüber seiner Mutter, dass es neben den oben genannten noch viele weitere Opfer gegeben habe. Als seine Mutter fragte, wie viele, antwortete er: „Du hast nicht genug Finger.“ Während des Verhörs behauptete er, in Arizona ein Opfer erschossen zu haben. Am 18. November 2016 wurde berichtet, dass die Polizei von Tempe eine Untersuchung zu Kohlhepps Behauptung eingeleitet und dabei unaufgeklärte Morde in den letzten drei Jahrzehnten durchsucht hatte.  Sie sagten, sie würden sich auf Fälle aus den Jahren 1983 bis 1986 konzentrieren, als Kohlhepp bei seinem Vater lebte; und auch zwischen August 2001, als Kohlhepp seine Haftstrafe wegen Entführung verbüßte, und November 2001, als er nach South Carolina zurückkehrte.
Am 25. November 2016 gab die Polizei in Greer (South Carolina) bekannt, dass sie Kohlhepp als eine Person benannt hatte, die an einem unaufgeklärten Banküberfall und Dreifachmord in der örtlichen Blue Ridge Savings Bank im Jahr 2003 beteiligt war. Zwischen diesem Verbrechen und den Chesnee-Schießereien lagen sechs Monate. Bis zum 16. Mai 2018 konnte jedoch kein definitiver Zusammenhang zwischen Kohlhepp und den Morden festgestellt werden, und Kohlhepp bestritt jegliche Beteiligung an dem Fall.
Im Dezember 2017 schrieb Kohlhepp an das Spartanburg Herald-Journal und behauptete, es gebe weitere Opfer, die noch nicht entdeckt worden seien.